# British Home Championship 1974/75
Die British Home Championship 1974/75 war die 80. Auflage des im Round-Robin-System ausgetragenen Fußballwettbewerbs zwischen den vier britischen Nationalmannschaften von England, Nordirland (bis 1949/50 Irland), Schottland und Wales.
| Pl. | Nationalmannschaft | Sp. | S | U | N | Tore    | Punkte |
| --- | ------------------ | --- | - | - | - | ------- | ------ |
| 1.  | England            | 3   | 1 | 2 | 0 | 007:300 | 04:20  |
| 2.  | Schottland         | 3   | 1 | 1 | 1 | 006:700 | 03:30  |
| 3.  | Nordirland         | 3   | 1 | 1 | 1 | 001:300 | 03:30  |
| 4.  | Wales              | 3   | 0 | 2 | 1 | 004:500 | 02:40  |

|                                          |   |            |           |
| 17. Mai 1975 in Belfast (Windsor Park)   |   |            |           |
| Nordirland                               | – | England    | 0:0       |
| 17. Mai 1975 in Cardiff (Ninian Park)    |   |            |           |
| Wales                                    | – | Schottland | 2:2 (2:0) |
| 20. Mai 1975 in Glasgow (Hampden Park)   |   |            |           |
| Schottland                               | – | Nordirland | 3:0 (2:0) |
| 21. Mai 1975 in London (Wembley Stadium) |   |            |           |
| England                                  | – | Wales      | 2:2 (1:0) |
| 23. Mai 1975 in Belfast (Windsor Park)   |   |            |           |
| Nordirland                               | – | Wales      | 1:0 (1:0) |
| 24. Mai 1975 in London (Wembley Stadium) |   |            |           |
| England                                  | – | Schottland | 5:1 (3:1) |